# Jack Griffo
Jack Davis Griffo (Orlando, Florida, 11 december 1996) is een Amerikaanse acteur en zanger, voornamelijk bekend geworden door zijn vertolking van het personage Max in de beroemde Nickelodeon serie The Thundermans.

## Filmografie
| jaar       | Titel                              | Rol           | Notitie         |
| ---------- | ---------------------------------- | ------------- | --------------- |
| 2011-heden | Sound of My Voice                  | "Young Peter" |                 |
| 2012       | What I Did Last Summer: First Kiss | Johnny        | korte film      |
| 2012       | American Hero                      | "Big Brother" |                 |
| 2012       | East of Kensington                 | Peter Pan     | korte film      |
| 2014       | Back-Up Beep Beep System           | Paul          | Korte film      |
| 2015       | Sharknado 3: Oh hell no!           | Billy         |                 |
| 2015       | splittend Adam                     | Vance Hansum  |                 |
| 2017       | Those have by hind                 | Noah          | "Post-productie |
| 2017       | And then there was light           | Sebastian     | "Post-productie |

| Jaar      | Titel                                | Rol            | Notities                                 |
| --------- | ------------------------------------ | -------------- | ---------------------------------------- |
| 2011      | Kickin' It                           | Benny          | Afl.: "All the Wrong Moves"              |
| 2011      | Bucket and Skinner's Epic Adventures | Surf Team lid  | Afl.: "Epic Musical"                     |
| 2013      | Marvin Marvin                        | Ellis          | Afl.: "Scary Movie"                      |
| 2013      | Jessie                               | Brett O'Leary  | Tv-film (Nickelodeon)                    |
| 2013–2018 | The Thundermans                      | Max Thunderman | Hoofdrol                                 |
| 2014      | AwesomenessTV                        | zichzelf       | Afl.: "Teen Challenge"                   |
| 2015      | Nicky, Ricky, Dicky & Dawn           | Zichzelf       | Afl.: "Go Hollywood"                     |
| 2016      | NCIS: Los Angeles                    | McKenna        | Afl. "Talion"                            |
| 2016      | Henry Danger                         | Max Thunderman | Crossover aflevering: "Danger & Thunder" |
| 2016      | Paradise Run                         | zichzelf       | 3 afleveringen                           |
| 2018-2020 | Alexa & Katie                        | Dylan          | Bijrol                                   |

## Discografie
| Jaar | Lied                         | Notities                     |
| ---- | ---------------------------- | ---------------------------- |
| 2011 | "Hold Me" (as Kelsey & Jack) |                              |
| 2013 | "Slingshot"                  | Single uit de tv film Jinxed |

## Nominaties en prijzen
Griffo is in 2014, 2015 en 2016 genomineerd voor de Kids' Choice Awards in de categorie "favoriete tv-acteur". Hij won deze prijzen niet.
Griffo is in 2017 weer genomineerd in de categorie: "favoriete tv acteur". Maar de winnaar is Jace Norman.
Hij won in 2016 samen met de andere castleden van The Thundermans in de categorie "beste tv-programma".